# Alicia Molik
Alicia Molik (Adelaide, 27 januari 1981) is een voormalig tennisspeelster uit Australië. Molik begon met tennis toen zij zeven jaar oud was. Haar favoriete ondergrond is gras en hardcourt. Zij speelt rechtshandig en heeft een enkelhandige backhand. Zij was actief in het proftennis van 1996 tot in 2011.
Molik won in 2004 een bronzen medaille op de Olympische spelen in Athene. Zij versloeg Anastasija Myskina met 6-3 en 6-4 in de bronzen finale.
In 2008 werd Molik op de Olympische spelen in Peking in de eerste ronde uitgeschakeld. In september 2008 beëindigde zij haar tennisloopbaan na een slepende blessure.
In augustus 2009 kondigde zij haar comeback aan. Na het Australian Open 2011 stopte zij met het beroepstennis.

## Posities op deWTA-ranglijst
Positie per einde seizoen:
| jaar | rang enkelspel | rang dubbelspel |
| ---- | -------------- | --------------- |
| 1996 | 1025           | –               |
| 1997 | 679            | –               |
| 1998 | 172            | 210             |
| 1999 | 94             | 67              |
| 2000 | 115            | 69              |
| 2001 | 47             | 95              |
| 2002 | 100            | 104             |
| 2003 | 35             | 36              |
| 2004 | 13             | 17              |
| 2005 | 29             | 12              |
| 2006 | 163            | 173             |
| 2007 | 58             | 12              |
| 2008 | 311            | 122             |
| 2009 | 309            | 562             |
| 2010 | 110            | 330             |
| 2011 | 317            | 368             |

## Palmares
| Legenda                |
| ---------------------- |
| Grandslamtoernooi      |
| Olympische Spelen      |
| Year-End Championships |
| Tier I                 |
| Tier II                |
| Tier III               |
| Tier IV & V            |

### WTA-finaleplaatsen enkelspel
| nr.              | finale     | toernooi      | ondergrond    | tegenstandster     | score         |         |
| ---------------- | ---------- | ------------- | ------------- | ------------------ | ------------- | ------- |
| gewonnen finales |            |               |               |                    |               |         |
| 1.               | 2003-01-12 | WTA Hobart    | hardcourt     | Amy Frazier        | 6-2, 4-6, 6-4 | details |
| 2.               | 2004-08-08 | WTA Stockholm | hardcourt     | Tetjana Perebyjnis | 6-1, 6-1      | details |
| 3.               | 2004-10-24 | WTA Zürich    | hardcourt (i) | Maria Sjarapova    | 4-6, 6-2, 6-3 | details |
| 4.               | 2004-10-31 | WTA Luxemburg | hardcourt (i) | Dinara Safina      | 6-3, 6-4      | details |
| 5.               | 2005-01-15 | WTA Sydney    | hardcourt     | Samantha Stosur    | 6-7, 6-4, 7-5 | details |
| verloren finales |            |               |               |                    |               |         |
| 1.               | 2003-04-06 | WTA Sarasota  | gravel        | Anastasija Myskina | 4-6, 1-6      | details |
| 2.               | 2003-04-20 | WTA Boedapest | gravel        | Magüi Serna        | 6-3, 5-7, 4-6 | details |
| 3.               | 2004-05-22 | WTA Wenen     | gravel        | Anna Smashnova     | 2-6, 6-3, 2-6 | details |
| 4.               | 2005-02-27 | WTA Doha      | hardcourt     | Maria Sjarapova    | 6-4, 1-6, 4-6 | details |

### WTA-finaleplaatsen dubbelspel
| nr.                                 | finale     | toernooi          | ondergrond    | partner              | tegenstandsters                          | score         |         |
| ----------------------------------- | ---------- | ----------------- | ------------- | -------------------- | ---------------------------------------- | ------------- | ------- |
| gewonnen finales vrouwendubbelspel  |            |                   |               |                      |                                          |               |         |
| 1.                                  | 2004-06-19 | WTA Eastbourne    | gras          | Magüi Serna          | Svetlana Koeznetsova Jelena Lichovtseva  | 6-4, 6-4      | details |
| 2.                                  | 2004-08-08 | WTA Stockholm     | hardcourt     | Barbara Schett       | Emmanuelle Gagliardi Anna-Lena Grönefeld | 6-3, 6-3      | details |
| 3.                                  | 2004-11-07 | WTA Philadelphia  | hardcourt (i) | Lisa Raymond         | Liezel Huber Corina Morariu              | 7-5, 6-4      | details |
| 4.                                  | 2005-01-30 | Australian Open   | hardcourt     | Svetlana Koeznetsova | Lindsay Davenport Corina Morariu         | 6-3, 6-4      | details |
| 5.                                  | 2005-02-26 | WTA Doha          | hardcourt     | Francesca Schiavone  | Cara Black Liezel Huber                  | 6-3, 6-4      | details |
| 6.                                  | 2005-04-03 | WTA Miami         | hardcourt     | Svetlana Koeznetsova | Lisa Raymond Rennae Stubbs               | 7-5, 6-7, 6-2 | details |
| 7.                                  | 2007-06-10 | Roland Garros     | gravel        | Mara Santangelo      | Katarina Srebotnik Ai Sugiyama           | 7-6, 6-4      | details |
| verloren finales vrouwendubbelspel  |            |                   |               |                      |                                          |               |         |
| 1.                                  | 2000-01-15 | WTA Hobart        | hardcourt     | Kim Clijsters        | Rita Grande Émilie Loit                  | 2-6, 6-2, 3-6 | details |
| 2.                                  | 2003-06-15 | WTA Birmingham    | gras          | Martina Navrátilová  | Els Callens Meilen Tu                    | 5-7, 4-6      | details |
| 3.                                  | 2003-08-23 | WTA New Haven     | hardcourt     | Magüi Serna          | Virginia Ruano Pascual Paola Suárez      | 6-7, 3-6      | details |
| 4.                                  | 2004-04-11 | WTA Amelia Island | gravel        | Myriam Casanova      | Nadja Petrova Meghann Shaughnessy        | 6-3, 2-6, 5-7 | details |
| 5.                                  | 2005-03-05 | WTA Dubai         | hardcourt     | Svetlana Koeznetsova | Virginia Ruano Pascual Paola Suárez      | 7-6, 2-6, 1-6 | details |
| 6.                                  | 2006-05-27 | WTA Istanbul      | gravel        | Sania Mirza          | Aljona Bondarenko Anastasija Jakimava    | 2-6, 4-6      | details |
| 7.                                  | 2007-02-24 | WTA Dubai         | hardcourt     | Svetlana Koeznetsova | Cara Black Liezel Huber                  | 6-7, 4-6      | details |
| 8.                                  | 2007-05-26 | WTA Straatsburg   | gravel        | Sun Tiantian         | Yan Zi Zheng Jie                         | 3-6, 4-6      | details |
| 9.                                  | 2007-08-12 | WTA Los Angeles   | hardcourt     | Mara Santangelo      | Květa Peschke Rennae Stubbs              | 0-6, 1-6      | details |
| verloren finales gemengd dubbelspel |            |                   |               |                      |                                          |               |         |
| 1.                                  | 2003-01-04 | Hopman Cup        | hardcourt (i) | Lleyton Hewitt       | Serena Williams James Blake              | 0-3           | details |
| 2.                                  | 2004-07-04 | Wimbledon         | gras          | Todd Woodbridge      | Cara Black Wayne Black                   | 6-3, 6-7, 4-6 | details |
| 3.                                  | 2004-09-12 | US Open           | hardcourt     | Todd Woodbridge      | Vera Zvonarjova Bob Bryan                | 3-6, 4-6      | details |
| 4.                                  | 2007-07-08 | Wimbledon         | gras          | Jonas Björkman       | Jelena Janković Jamie Murray             | 4-6, 6-3, 1-6 | details |

### Gewonnen ITF-toernooien enkelspel
| nr. | finale     | toernooi    | dotatie | tegenstandster in finale | score         |
| --- | ---------- | ----------- | ------- | ------------------------ | ------------- |
| 1.  | 1998-03-14 | Warrnambool | $10.000 | Lisa McShea              | 6-3, 6-2      |
| 2.  | 1998-09-13 | Kugayama    | $10.000 | Bryanne Stewart          | 6-4, 6-2      |
| 3.  | 1998-09-20 | Ibaraki     | $10.000 | Riei Otakeyama           | 6-2, 6-1      |
| 4.  | 1998-09-27 | Ibaraki     | $10.000 | Yoshiko Sasano           | 3-6, 6-0, 6-1 |
| 5.  | 1998-10-04 | Kyoto       | $10.000 | Ayami Takase             | 6-2, 6-3      |
| 6.  | 1998-10-11 | Saga        | $25.000 | Jelena Dokić             | 6-4, 6-3      |
| 7.  | 1998-10-25 | Gold Coast  | $25.000 | Catherine Barclay        | 6-4, 7-6      |
| 8.  | 1999-10-24 | Gold Coast  | $25.000 | Annabel Ellwood          | 6-4, 6-3      |
| 9.  | 2001-05-06 | Gifu        | $50.000 | Bryanne Stewart          | 6-2, 6-3      |
| 10. | 2001-05-13 | Fukuoka     | $50.000 | Saori Obata              | 7-5, 6-3      |
| 11. | 2009-09-20 | Darwin      | $25.000 | Sally Peers              | 6-3, 6-4      |
| 12. | 2009-11-29 | Kalgoorlie  | $25.000 | Olivia Rogowska          | 7-6, 6-3      |
| 13. | 2009-12-06 | Bendigo     | $25.000 | Irena Pavlovic           | 6-3, 6-4      |

## Resultaten grandslamtoernooien
| Legenda | Legenda                          |
| ------- | -------------------------------- |
| g.t.    | geen toernooi gehouden           |
| l.c.    | lagere categorie                 |
| –       | niet deelgenomen                 |
| G       | uitgeschakeld in de groepsfase   |
| 1R      | uitgeschakeld in de eerste ronde |
| 2R      | uitgeschakeld in de tweede ronde |
| 3R      | uitgeschakeld in de derde ronde  |
| 4R      | uitgeschakeld in de vierde ronde |
| KF      | uitgeschakeld in de kwartfinale  |
| HF      | uitgeschakeld in de halve finale |
| F       | de finale verloren               |
| W       | het toernooi gewonnen            |
| w-v     | winst/verlies-balans             |

### Enkelspel
| Toernooi        | 1999 | 2000 | 2001 | 2002 | 2003 | 2004 | 2005 | 2006 | 2007 | 2008 |    | 2010 | 2011  | w-v |
| --------------- | ---- | ---- | ---- | ---- | ---- | ---- | ---- | ---- | ---- | ---- | -- | ---- | ----- | --- |
| Australian Open | 1R   | 3R   | 1R   | 1R   | 1R   | 4R   | KF   | –    | 3R   | 2R   | 1R | 2R   | 13-11 |     |
| Roland Garros   | 3R   | 1R   | 1R   | 1R   | 1R   | 1R   | –    | 3R   | 1R   | –    | 1R | –    | 4-9   |     |
| Wimbledon       | 1R   | 2R   | 2R   | 1R   | 3R   | 3R   | –    | 2R   | 2R   | –    | 2R | –    | 9-9   |     |
| US Open         | 1R   | 2R   | 3R   | 2R   | 3R   | 2R   | 1R   | 1R   | 1R   | –    | 1R | –    | 7-10  |     |

### Vrouwendubbelspel
| Toernooi        | 1998 | 1999 | 2000 | 2001 | 2002 | 2003 | 2004 | 2005 | 2006 | 2007 | 2008 | 2009 | 2010 | 2011 | w-v  |
| --------------- | ---- | ---- | ---- | ---- | ---- | ---- | ---- | ---- | ---- | ---- | ---- | ---- | ---- | ---- | ---- |
| Australian Open | 1R   | 1R   | 2R   | 2R   | 3R   | –    | –    | W    | –    | 1R   | 3R   | –    | 1R   | 2R   | 13-9 |
| Roland Garros   | –    | 2R   | 1R   | 1R   | 3R   | KF   | 1R   | –    | 1R   | W    | 1R   | –    | 1R   | –    | 12-9 |
| Wimbledon       | –    | 3R   | 3R   | 1R   | 1R   | 2R   | 2R   | –    | –    | HF   | 1R   | –    | 1R   | –    | 10-9 |
| US Open         | –    | 2R   | 1R   | 3R   | 1R   | 1R   | 1R   | KF   | –    | 3R   | –    | 1R   | 1R   | –    | 8-10 |

### Gemengd dubbelspel
| Toernooi        | 1999 | 2000 | 2001 | 2002 | 2003 | 2004 | 2005 | 2006 | 2007 | 2008 |    | 2010 | 2011 |
| --------------- | ---- | ---- | ---- | ---- | ---- | ---- | ---- | ---- | ---- | ---- | -- | ---- | ---- |
| Australian Open | 1R   | 1R   | 2R   | 1R   | –    | –    | –    | –    | 1R   | 1R   | 1R | 1R   |      |
| Roland Garros   | 1R   | 1R   | –    | –    | –    | KF   | –    | –    | –    | 1R   | –  | –    |      |
| Wimbledon       | 3R   | 1R   | –    | –    | 3R   | F    | –    | 1R   | F    | 3R   | –  | –    |      |
| US Open         | –    | 1R   | –    | –    | –    | F    | 2R   | –    | 2R   | –    | –  | –    |      |